# NGC 3359
NGC 3359 is een balkspiraalstelsel in het sterrenbeeld Grote Beer. Het hemelobject werd op 28 november 1793 ontdekt door de Duits-Britse astronoom William Herschel.

## Synoniemen
- UGC 5873
- MCG 11-13-37
- ZWG 313.33
- KARA 442
- IRAS10433+6329
- PGC 32183